# Trini Dem Girls
«Trini Dem Girls» "En español"-Chicas de Trinidad- es una canción de Nicki Minaj perteneciente a su tercer álbum de estudio The Pinkprint. La pista cuenta con la colaboración de Lunchmoney Lewis y fue producido por Dr. Luke y Cirkut. La canción fue elegida como el séptimo y último sencillo del álbum The Pinkprint.
La canción es una pista dancehall, sobre su país de nacimiento Trinidad y Tobago.

## Presentaciones en vivo
Nicki Minaj abrió los MTV Video Music Awards 2015 haciendo un performance de Trini Dem Girls y The Night Is Still Young cantando también al lado de Taylor Swift, las cuales cantaron una parte de Bad Blood.

## Listas semanales
| País           | Lista          | Mejor posición |      |
| 2015           | 2015           | 2015           | 2015 |
| -------------- | -------------- | -------------- | ---- |
| Estados Unidos | Rhythmic Songs | 26             |      |